# Portrait inachevé de Bonaparte
Le Portrait inachevé de Bonaparte, aussi intitulé Le Général Bonaparte, est une œuvre peinte par Jacques-Louis David en 1798, qui devait représenter Napoléon Bonaparte sur le plateau de Rivoli, tenant à sa main le traité de Campo-Formio. Le portrait peint sur le vif  ne fut jamais achevé. Vivant Denon découpa la toile pour ne conserver que la partie peinte du visage et du buste. Le tableau est exposé au musée du Louvre.

## Historique
Peint au Louvre dans l'atelier des Horaces entre décembre 1797 et avril 1798. Acquis par Vivant Denon qui le fait découper, le tableau est acheté par Maret duc de Bassano en 1826. Le tableau reste dans la famille jusqu'aux années trente (dernière propriétaire : comtesse de Viel Castel, née Maret de Bassano). L'œuvre est ensuite vendue à Germain Seligman, le dernier acquéreur fut le collectionneur Carlos de Beistegui. Donné au Louvre en 1942 par la donation Beistegui, sous réserve d'usufruit, il intégra les collections nationales à la mort du donateur en 1953.

## Description
Sur un fond de toile apprêtée, se détache le visage de Bonaparte. Celui-ci regarde vers sa droite les yeux légèrement élevés. Les cheveux mi-long de ton clair sont agités par le vent. Le corps laisse deviner que le général porte un uniforme bleu foncé dont seul le haut du buste est peint; on discerne aussi le col rouge et le foulard noir. Le reste du corps est dessiné à la terre de Cassel. Bonaparte pose un poing sur sa hanche droite, l'autre main est posée sur sa poitrine, et l'on devine une écharpe qui entoure sa taille. Le tableau n'est ni signé ni daté.

## Contextes

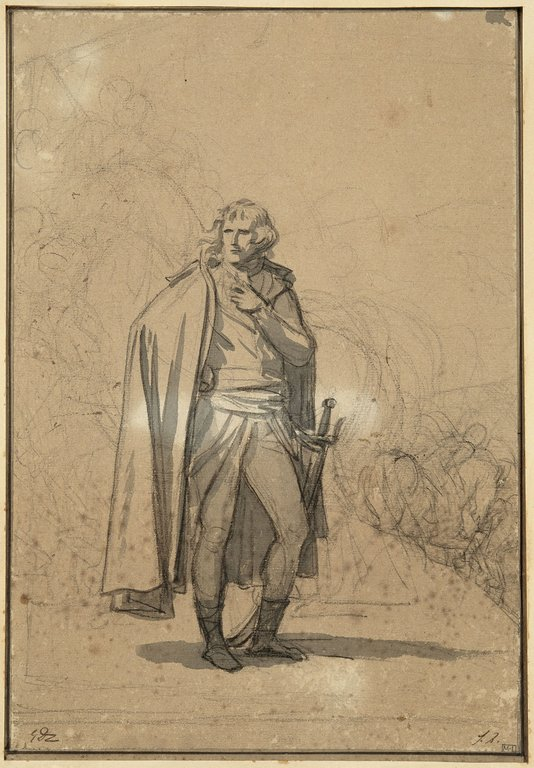
David, étude pour le portrait de Bonaparte, dessin réhaussé de lavis, musée du Louvre Cabinet des Dessins RF 52524. Cette étude montre la composition du portrait tel qu'il devait être après son achèvement.

Peu après avoir signé le traité de Campo-Formio, Bonaparte revient en France où il est accueilli comme un héros. Lors de cette arrivée, David aperçoit le général pour la première fois, et fait un premier croquis de son profil. Il fait sa rencontre lors d'une réception organisée par le secrétaire du Directoire Lagarde. Bonaparte ayant accepté l'invitation à la condition que le peintre soit lui aussi invité. Lors d'un entretien entre les deux hommes au cours de cette réception, naît l'idée du portrait. David propose au général de venir au Louvre dans son atelier pour poser, mais il faudra plusieurs relances du peintre pour décider Bonaparte à s'y rendre. La séance dure trois heures et n'est pas renouvelée. David abandonnant le tableau pour se remettre à travailler sur Les Sabines. C'est aussi pour continuer cette œuvre qu'il déclinera l'offre de Bonaparte de venir avec lui en Égypte, c'est Vivant Denon qui le remplace.

## Postérité

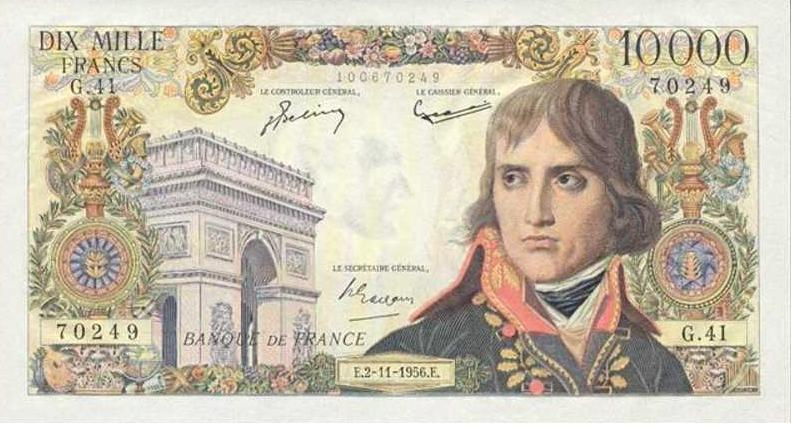
Recto du billet de 10 000 francs reproduisant le tableau de David.

En 1955, ce tableau servit de modèle pour l'effigie de Napoléon Bonaparte figurant sur les billets de banque français de 10 000 francs, puis de 100 nouveaux francs. Le dessin a été réalisé par le peintre Clément Serveau.